# Список кантри-альбомов № 1 в США в 2013 году (Billboard)
Список кантри-альбомов № 1 в США в 2013 году (Top Country Albums 2013) — это список кантри-альбомов, которые занимали первые места в США в 2013 году по итогам еженедельных хит-парадов журнала Billboard.

## История
Люк Брайан, единственный артист с более чем одним чарттоппером в 2013 году, имел наибольшее общее количество недель на первом месте среди музыкантов в течение года: он провел две недели на вершине с Spring Break…Here to Party и семь с Crash My Party. И Брайан, и Florida Georgia Line были связаны с так называемым стилем бро-кантри, новым поджанром, который включал в себя влияние рок-музыки и хип-хопа и часто содержит тексты о вечеринках, привлекательных молодых женщинах и автомобилях пикапах.
В дополнение к Florida Georgia Line, несколько других исполнителей впервые достигли первого места в 2013 году. В апреле Кейси Масгрейвс и The Band Perry получили свои первые вершины чартов с Same Trailer Different Park и Pioneer соответственно, а Хантер Хейс достиг того же результата в июле со своим одноименным альбомом. Альбом Хейса занял первое место на своей 89-й неделе в чарте. Это самое долгое время, которое потребовалось для того, чтобы альбом достиг первого места с тех пор, как Billboard начал использовать электронные данные о продажах в 1991 году. Кэсседи Поуп Cassadee Pope, победительница третьего сезона телевизионного конкурса вокалистов «Голос» в конце прошлого года получила свой первый альбом номер один в октябре с диском Frame by Frame.
- Альбом Red кантри-певицы Тейлор Свифт, который уже 8 недель лидировал в 2012 году (4-й для неё подряд на первом месте в Top Country Albums), снова стал № 1, а также возглавил объединённый список Billboard 200 в январе 2013 года. Число недель, проведенное Red на первом месте в кантри-чарте достигло 13[10], а в марте — 16. Но в итоге окажется, что это будет последняя запись Свифт в чарте Top Country Albums[11] поскольку она отошла от жанра кантри со своими последующими релизами[12]. С восемью неделями лидерства в 2013 году Red делит этот показатель с Here's to the Good Times, дебютным альбомом группы Florida Georgia Line[13].
- Альбом Two Lanes of Freedom кантри-певца Тим Макгро стал его 14-м диском, возглавившим кантри-чарт[14].
- Альбом Spring Break…Here to Party кантри-певца Люка Брайана стал его 2-м диском, возглавившим кантри-чарт, впервые после альбома Tailgates & Tanlines, лидировавшего в 2011 году[15].
- Альбом Wheelhouse кантри-певца Брэда Пейсли стал его 7-м диском, возглавившим кантри-чарт, впервые после альбома This Is Country Music, лидировавшего в 2011 году[16].
- Альбом Life on a Rock кантри-певца Кенни Чесни стал его 12-м диском во главе кантри-чарта (и 7-м диском, возглавившим общенациональный чарт Billboard 200; здесь среди всех кантри-исполнителей по числу чарттопперов Чесни уступает только Гарту Бруксу, у которого в 1991—2001 был 8 лидеров этого чарта)[17].
- Альбом Love Is Everything кантри-легенды Джорджа Стрейта ещё увеличил его же исторический рекорд по числу альбомов-чарттопперов в хит-параде Top Country Albums: теперь их 25. По этому показателю позади него Willie Nelson и Merle Haggard (у каждого по 15 альбомов № 1 в кантри-чарте). Кроме того он стал 18-м альбомом вошедшим в Top-10 общенационального чарта Billboard 200 (дебютировав на № 2): это 4-й результат среди певцов-мужчин за всю историю хит-парада. Впереди Стрейта: Фрэнк Синатра (33 альбома в Top-10), Элвис Пресли (27), Боб Дилан (20) и Пол Маккартни (18)[18].
- В августе на первом месте дебютировал альбом Crash My Party кантри-певца Люка Брайана, одновременно возглавив и объединённый хит-парад США Billboard 200. Это его второй чарттоппер, причём за один год, после альбома Spring Break... Here to Party (№ 1 в марте 2013)[19]. Это лучший дебют (528,000 копий) для кантри-альбома за последние 5 лет после диска Red певицы Тейлор Свифт (1,21 млн копий), и лучший для кантри-певца почти за десятилетие, впервые с 2004 года когда Tim McGraw's Live Like You Were Dying был на № 1 с тиражом 766,000 в первую неделю[20].
- Альбом Fuse австралийского исполнителя кантри-музыки Кита Урбана в сентябре 2013 стал его 4-м диском № 1 в кантри-чарте Top Country Albums[21].
- В декабре семейство Робертсонов из телешоу Duck Dynasty возглавило чарт с их дебютным альбомом Duck the Halls: A Robertson Family Christmas[22].
- Альбом Blame It All on My Roots: Five Decades of Influences (сборный бокс-сет, включающий 77 песен на 6 CD и 33 видеоклипа на 2-х DVD) американского исполнителя кантри-музыки Гарта Брукса в декабре 2013 стал его 13-м диском № 1 в кантри-чарте Top Country Albums[23][24].

Этот альбом Брукса был одним из немногих кантри-альбомов, бывших в 2013 году и на первом месте в Top Country Albums и на вершине основного американского хит-парада Billboard 200, вместе с альбомами Тейлор Свифт, Gary Allan, Люка Брайана, Кенни Чесни, Lady Antebellum и Keith Urban.

## Список
| Дата        | Альбом                                               | Исполнитель          | Примечание           |
| ----------- | ---------------------------------------------------- | -------------------- | -------------------- |
| 5 января    | Red                                                  | Тейлор Свифт         | [ 26 ]               |
| 12 января   | Red                                                  | Тейлор Свифт         | [ 27 ]               |
| 19 января   | Red                                                  | Тейлор Свифт         | [ 28 ]               |
| 26 января   | Red                                                  | Тейлор Свифт         | [ 29 ]               |
| 2 февраля   | Red                                                  | Тейлор Свифт         | [ 30 ]               |
| 9 февраля   | Set You Free                                         | Гари Аллан           | [ 31 ]               |
| 16 февраля  | Set You Free                                         | Гари Аллан           | [ 32 ]               |
| 23 февраля  | Two Lanes of Freedom                                 | Тим Макгро           | [ 33 ]               |
| 2 марта     | Red                                                  | Тейлор Свифт         | [ 34 ]               |
| 9 марта     | Red                                                  | Тейлор Свифт         | [ 35 ]               |
| 16 марта    | Red                                                  | Тейлор Свифт         | [ 36 ]               |
| 23 марта    | Spring Break…Here to Party                           | Люк Брайан           | [ 15 ] [ 19 ] [ 37 ] |
| 30 марта    | Spring Break…Here to Party                           | Люк Брайан           | [ 38 ]               |
| 6 апреля    | Same Trailer Different Park                          | Kacey Musgraves      | [ 39 ]               |
| 13 апреля   | Based on a True Story…                               | Блейк Шелтон         | [ 40 ]               |
| 20 апреля   | Pioneer                                              | The Band Perry       | [ 41 ] [ 42 ]        |
| 27 апреля   | Wheelhouse                                           | Брэд Пейсли          | [ 16 ] [ 43 ]        |
| 4 мая       | Based on a True Story…                               | Блейк Шелтон         | [ 44 ]               |
| 11 мая      | Based on a True Story…                               | Блейк Шелтон         | [ 45 ]               |
| 18 мая      | Life on a Rock                                       | Кенни Чесни          | [ 17 ] [ 46 ]        |
| 25 мая      | Golden                                               | Lady Antebellum      | [ 47 ]               |
| 1 июня      | Love Is Everything                                   | Джорджа Стрейта      | [ 18 ] [ 48 ]        |
| 8 июня      | True Believers                                       | Darius Rucker        | [ 49 ]               |
| 15 июня     | Based on a True Story…                               | Блейк Шелтон         | [ 50 ]               |
| 22 июня     | Based on a True Story…                               | Блейк Шелтон         | [ 51 ]               |
| 29 июня     | Here's to the Good Times                             | Florida Georgia Line | [ 52 ]               |
| 6 июля      | Hunter Hayes                                         | Хантер Хейз          | [ 53 ]               |
| 13 июля     | Here's to the Good Times                             | Florida Georgia Line | [ 54 ]               |
| 20 июля     | Here's to the Good Times                             | Florida Georgia Line | [ 55 ]               |
| 27 июля     | Here's to the Good Times                             | Florida Georgia Line | [ 56 ]               |
| 3 августа   | Here's to the Good Times                             | Florida Georgia Line | [ 57 ]               |
| 10 августа  | Here's to the Good Times                             | Florida Georgia Line | [ 58 ]               |
| 17 августа  | Here's to the Good Times                             | Florida Georgia Line | [ 59 ]               |
| 24 августа  | Here's to the Good Times                             | Florida Georgia Line | [ 60 ]               |
| 31 августа  | Crash My Party                                       | Люк Брайан           | [ 20 ] [ 61 ]        |
| 7 сентября  | Crash My Party                                       | Люк Брайан           | [ 62 ]               |
| 14 сентября | Crash My Party                                       | Люк Брайан           | [ 63 ]               |
| 21 сентября | Crash My Party                                       | Люк Брайан           | [ 64 ]               |
| 28 сентября | Fuse                                                 | Keith Urban          | [ 65 ]               |
| 5 октября   | Off the Beaten Path                                  | Джастин Мур          | [ 66 ] [ 67 ]        |
| 12 октября  | Crash My Party                                       | Люк Брайан           | [ 68 ]               |
| 19 октября  | Crash My Party                                       | Люк Брайан           | [ 69 ]               |
| 26 октября  | Frame by Frame                                       | Кэсседи Поуп         | [ 70 ]               |
| 2 ноября    | See You Tonight                                      | Scotty McCreery      | [ 71 ]               |
| 9 ноября    | Crash My Party                                       | Люк Брайан           | [ 72 ]               |
| 16 ноября   | Duck The Halls: A Robertson Family Christmas         | The Robertsons       | [ 73 ]               |
| 23 ноября   | Duck The Halls: A Robertson Family Christmas         | The Robertsons       | [ 74 ]               |
| 30 ноября   | Duck The Halls: A Robertson Family Christmas         | The Robertsons       | [ 75 ]               |
| 7 декабря   | Duck The Halls: A Robertson Family Christmas         | The Robertsons       | [ 76 ]               |
| 14 декабря  | Blame It All on My Roots: Five Decades of Influences | Гарт Брукс           | [ 24 ]               |
| 21 декабря  | Blame It All on My Roots: Five Decades of Influences | Гарт Брукс           | [ 77 ]               |
| 28 декабря  | Blame It All on My Roots: Five Decades of Influences | Гарт Брукс           | [ 78 ]               |